# La Défense (station)
La Défense är en stor underjordisk station och knutpunkt för Paris pendeltåg Linje A och Linje E, Transilien lokaltåg och Paris metro linje 1. Stationen ligger vid Grande Arche-byggnaden i La Défense, som är ett stort kontorsdistrikt i västra Paris. I anslutning till stationen finns även Paris spårvägar och linje 2.

## Fotogalleri

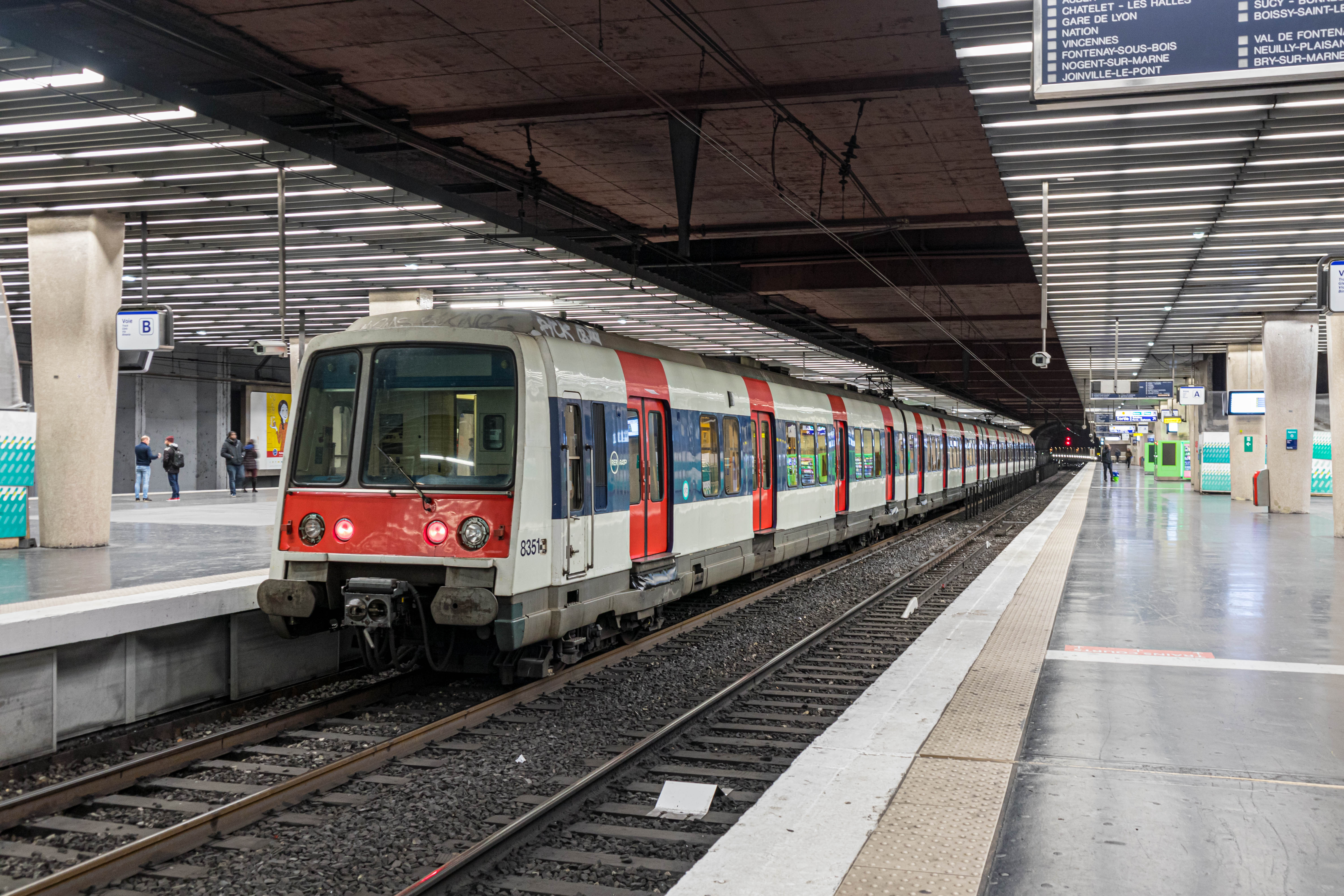
RER A har 2 perronger, 4 spår
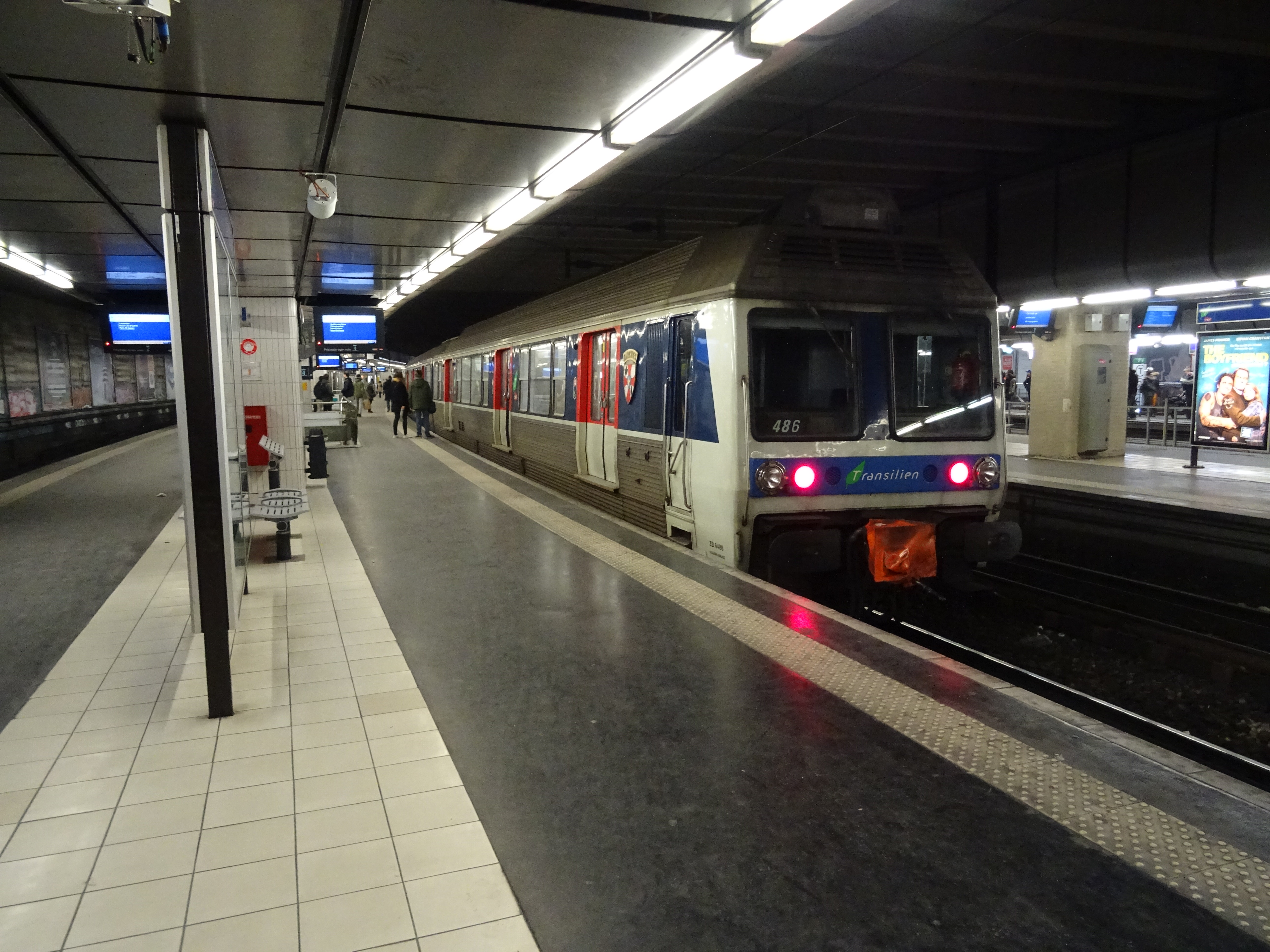
Transilien har 2 perronger, 4 spår
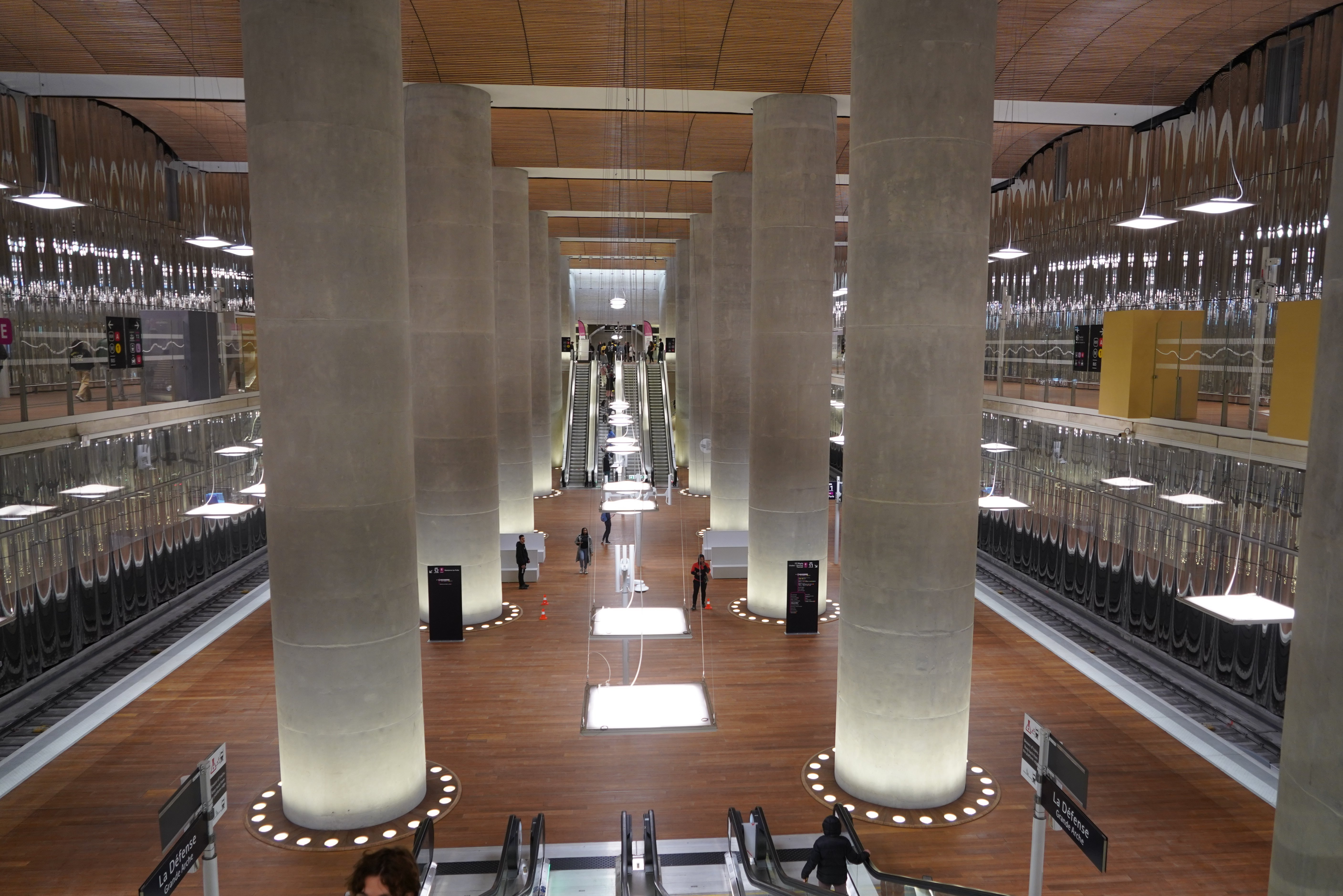
RER E har 1 perrong, 2 spår
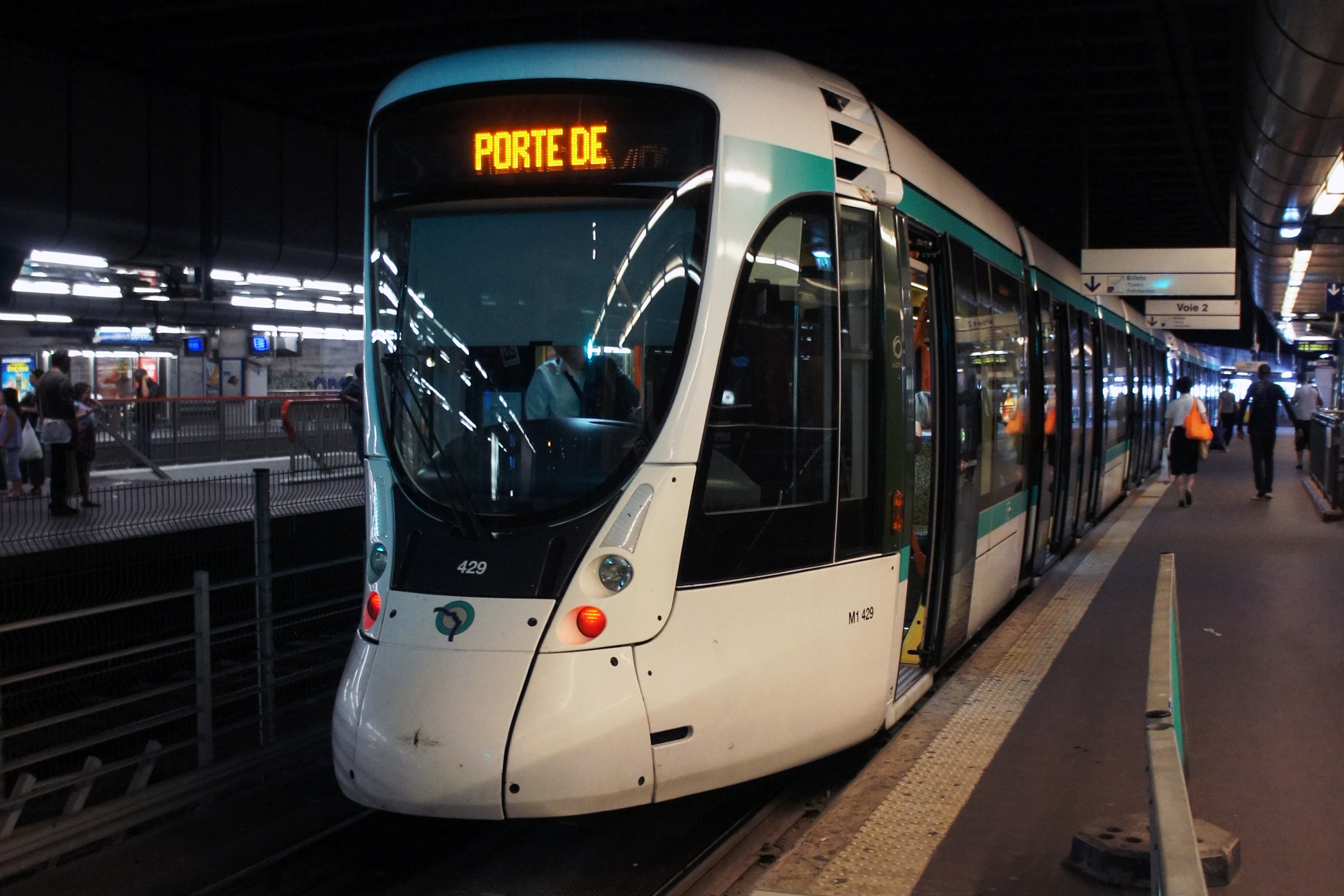
Paris spårvägar linje 2

### Metro

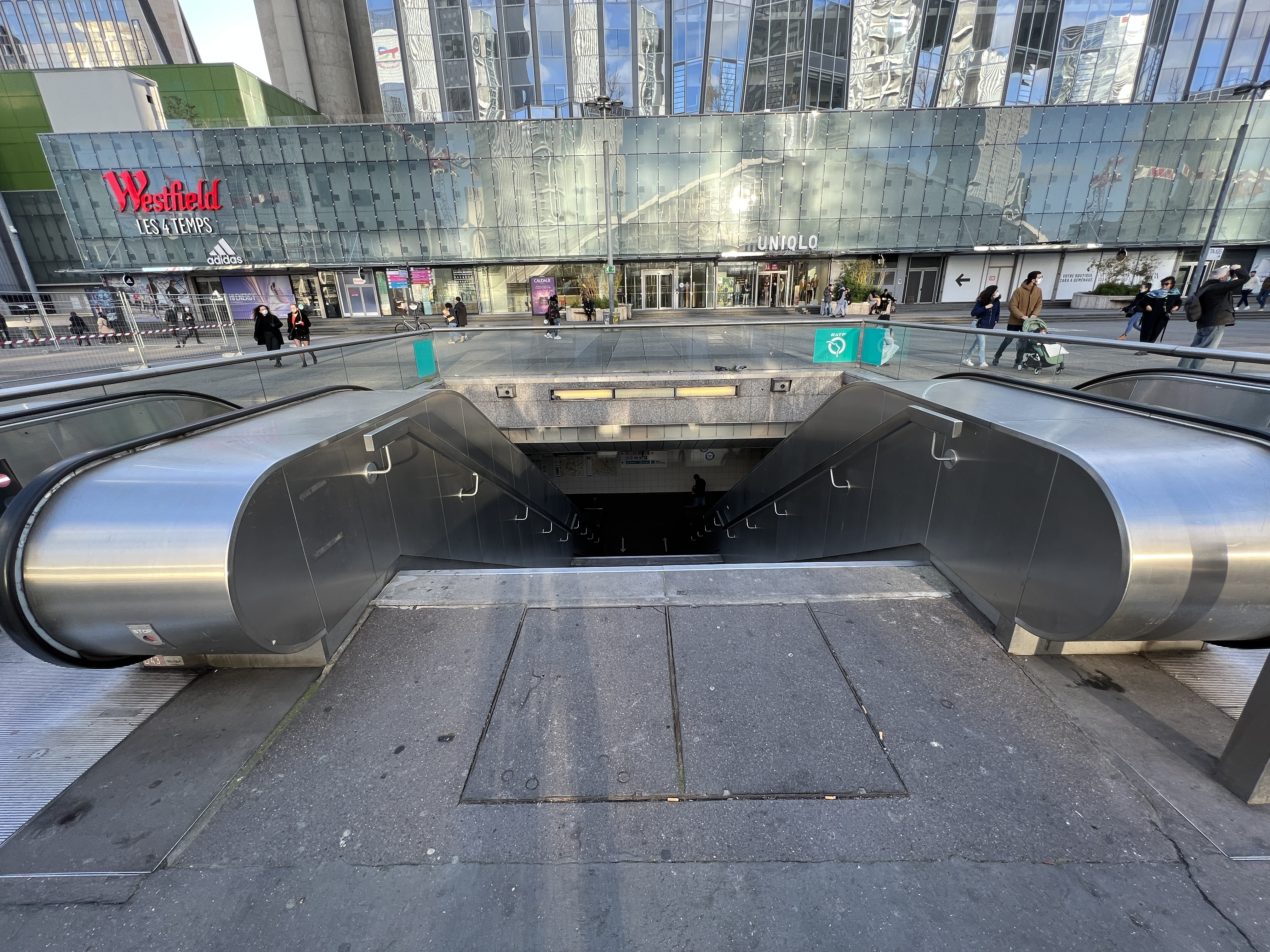
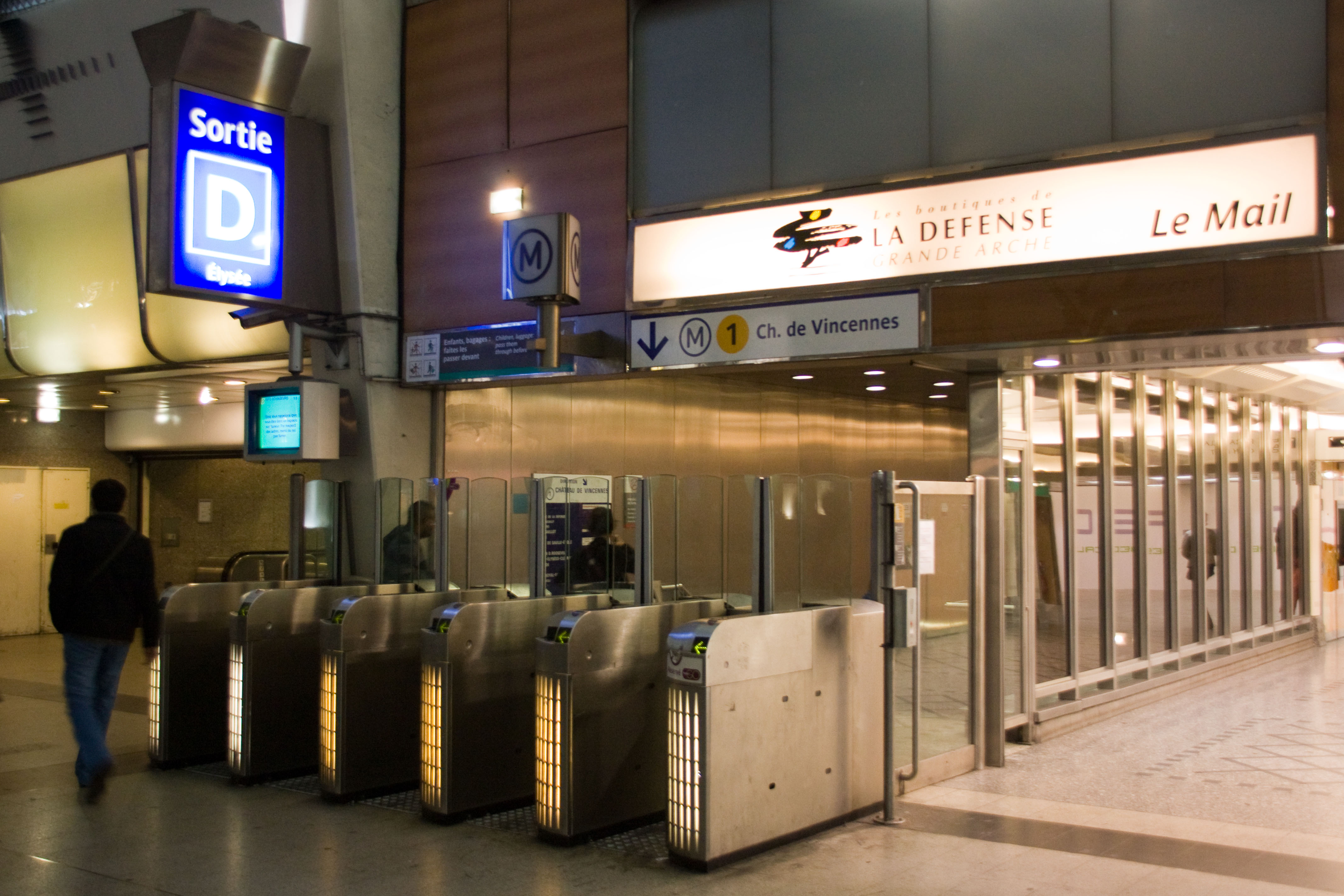
Linje 1
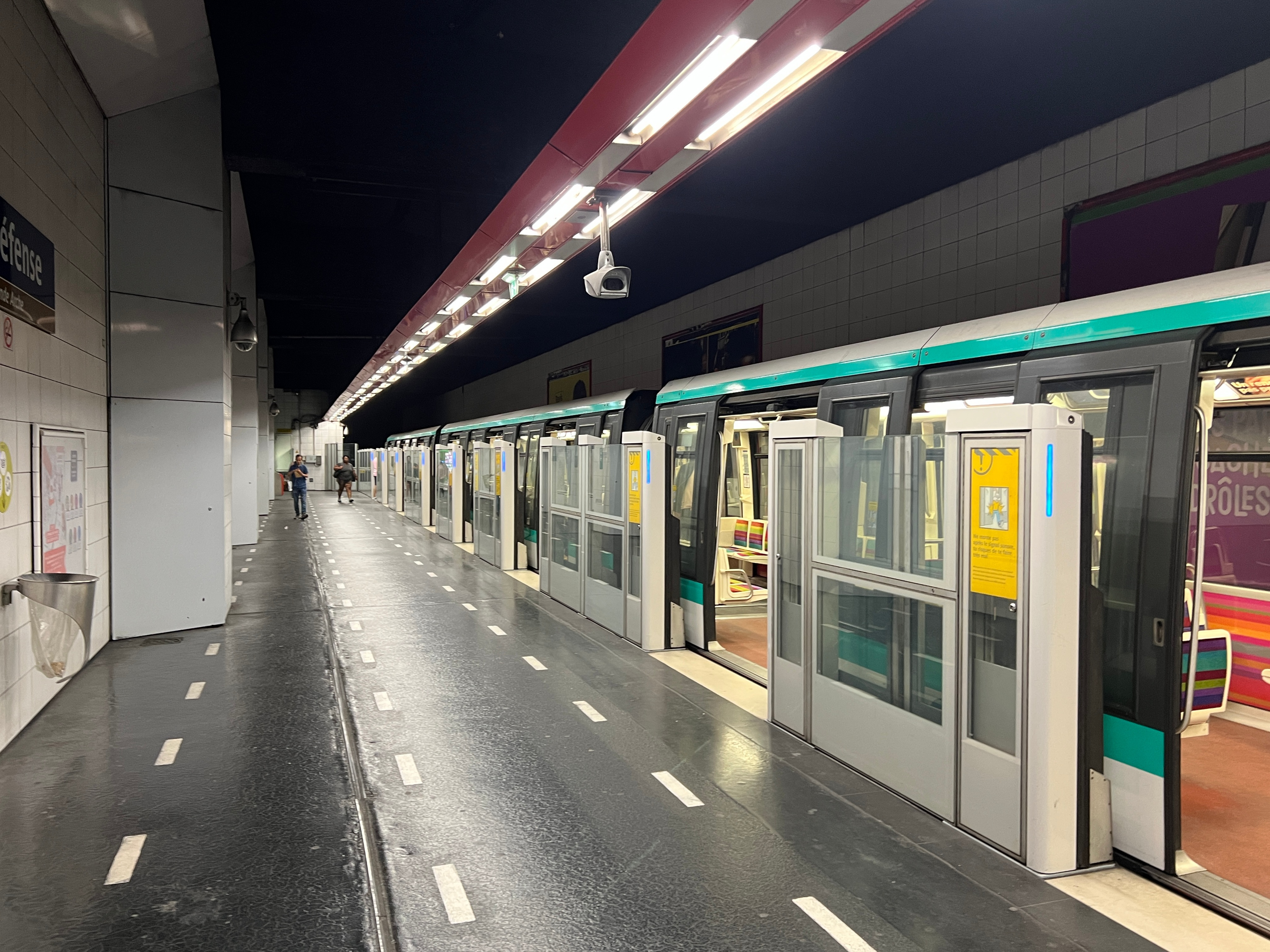
La Défense-Grande Arche
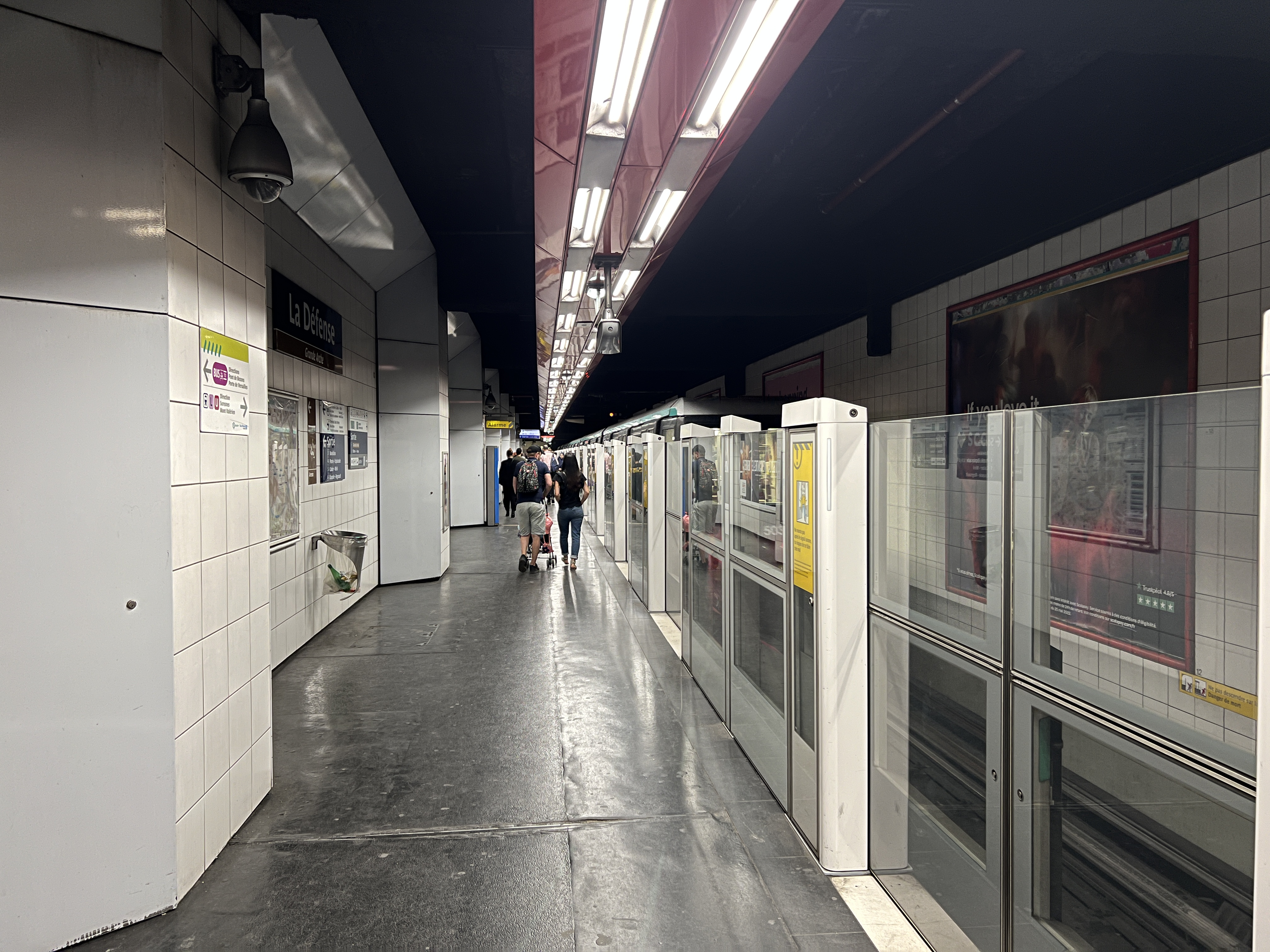
La Défense-Grande Arche